# Paramount Home Entertainment
Paramount Home Entertainment (ранее Paramount Home Media Distribution и Paramount Home Video) — подразделение дистрибуции домашнего видео компании Paramount Pictures.
Отдел контролирует релизы домашнего видео Paramount Global и транзакционную деятельность по цифровой дистрибуции по всему миру. Подразделение отвечает за продажу, маркетинг и распространение домашнего развлекательного контента от имени Paramount Pictures, Paramount Players, Paramount Animation, Paramount Television Studios, CBS, Paramount Media Networks (Showtime, MTV, Nickelodeon, Nick Jr., VH1, BET и Comedy Central), Paramount+ и применимое лицензирование и обслуживание фильмов DreamWorks Pictures до 2010 года, Miramax, фильмов Dimension Films до 2005 года и фильмов DreamWorks Animation с 2006 по 2012, а также выбранные фильмы IFC Films и фильмы Saban Films. Компания дополнительно управляет глобальным лицензированием студийного контента и транзакционным распространением на мировых платформах цифровой дистрибуции, включая онлайн, мобильные и портативные устройства и новые технологии.

## История
До того, как была создана Paramount Home Entertainment, Paramount выпускала свою видеотеку через компанию Fotomat. Договор закончился, и Paramount вскоре сформировала своё видео-подразделение в 1979 году.
В Великобритании и других странах библиотека фильмов Paramount Pictures выпускалась на VHS компанией CIC Video совместно с Universal Pictures до 1999 года, когда Universal вышла из CIC в пользу PolyGram Video (который был переименован в название Universal), CIC Video будет сохранена Paramount и переименована в Paramount Home Entertainment UK. В феврале 2015 года Paramount Home Media Distribution подписала дистрибьюторское соглашение с Universal Pictures Home Entertainment, в соответствии с которым Universal распространяла фильмы Paramount за рубежом, особенно на территориях, включая Великобританию, где имеет офис Paramount Home Media Distribution. Сделка началась 1 июля 2015 года. Тем не менее, срок действия сделки истёк в июле 2020 года, когда Paramount Home Entertainment подписала новое соглашение о дистрибуции домашнего видео в Великобритании с Elevation Sales (совместное предприятие StudioCanal UK и Lionsgate UK), а также подписала другие соглашения с Koch Media (позже Plaion Pictures) для Италии, Divisa Home Video для Испании, ESC Distribution для Франции и Dutch FilmWorks для Бенилюкса, всё это началось в январе 2021 года.
В 2008 году Paramount Home Entertainment запустила лейбл direct-to-video, Paramount Famous Productions («Famous» — часть названия, возвращаясь к тем временам, когда компания называлась Famous Players).
В 2011 году, в связи с реструктуризацией компании, Paramount Home Entertainment была переименована в Paramount Home Media Distribution.
В период с 2013 по 2017 год игры Paramount распространялись компанией Warner Home Video, и участвовал в принадлежащих Warner сериях, таких как Warner Archive и 4 Film Favorites.
В мае 2019 года Paramount Home Media Distribution поменяла своё название на Paramount Home Entertainment, которое было с 1999 по 2011 год.

## Поддержка HD DVD и Blu-ray
Paramount выпускает большую часть своего HD-контента под лейблом «Paramount High Definition», который можно увидеть как на обложке, так и в заставке в фильме. Фильмы от дочерних компаний Paramount, таких как Nickelodeon Movies и MTV Films, а также от бывшей сестринской студии DreamWorks не используют специальный бренд, релизы Paramount Vantage (другая дочерняя компания) выбирают только названия под баннером Paramount High Definition.
В октябре 2005 года Paramount объявила, что будет поддерживать видеоформат HD Blu-ray в дополнение к конкурирующему формату HD DVD, став первой студией, поддерживающей оба формата. Её первые четыре HD DVD-релиза вышли в июле 2006 года, через два месяца вышли четыре Blu-ray-релиза. В августе 2007 года Paramount (вместе с DreamWorks и DreamWorks Animation) объявила об эксклюзивной поддержке HD DVD. Однако, когда другие студии в конечном итоге отказались от HD DVD, и проигрыватели перестали производиться, Paramount перешла на Blu-ray. В мае 2008 года она выпустила три Blu-ray-релиза и продолжает выпускать свои диски высокой четкости исключительно в этом формате.

## Под-лейблы

### Paramount DVD
Paramount DVD — под-лейбл компании, встречающийся исключительно на DVD-релизах, обычно отмеченный анимацией логотипа с DVD, летящим в гору Paramount и принимающей форму контура, созданного горой, которая была представлена в 2003 году.

### Paramount High Definition
Paramount High Definition — под-лейбл, специализирующийся на HD-DVD и Blu-ray-релизах кино- и телевизионной библиотеки Paramount в видеоформатах высокой четкости.

### Paramount Presents
Paramount Presents — серия, которая продемонстрировала важные классические фильмы из бэк-каталогов Paramount и DreamWorks, ремастеринг для Blu-Ray и 4K Ultra HD, часто с роскошной упаковкой и новымм дополнительными материалами. Лейбл дебютировал в 2020 году.

### Paramount Gateway Video
Paramount Gateway Video — под-лейбл Paramount Home Video, выпускающий игры. Первоначально лейбл был сформирован в 1982 году.

### Paramount Famous Productions (2007–2011)
Paramount Famous Productions — под-лейбл, занимавшийся фильмами, выпущенными исключительно в форматах домашнего видео без показа в кинотеатрах.

### Peanuts Home Entertainment (1994–2007)
Peanuts Home Entertainment (ранее Peanuts Home Video) — под-лейбл, использовавшийся по лицензии от United Feature Syndicate, чтобы выпускать серии сериал The Charlie Brown and Snoopy Show и спецвыпуски Peanuts, включая Snoopy! The Musical, It Was My Best Birthday Ever, Charlie Brown, [[Be My Valentine, Charlie Brown, It's the Easter Beagle, Charlie Brown, It's the Great Pumpkin, Charlie Brown, A Charlie Brown Thanksgiving, «Рождество Чарли Брауна» и Happy New Year, Charlie Brown. Он был активен с 1994 по 2007 год, когда выпуск был передан компании Warner Home Video.